# Сестре Гобовић
Сестре Гобовић (енгл. Gobo Sisters) српски је музички тандем који изводи традиционалну музику. Чине га сестре Марина и Марија Гобовић, које су за свој рад добиле златну Медаљу за заслуге Републике Србије.

## О тандему
Дуо „Сестре Гобовић” основале су близнакиње Марина и Марија Гобовић. Рођене су у Београду 11. августа 1984. године, у којем су завршиле Музичку школу „Ватрослав Лисински” и Правни факултет. Музиком се баве од пете године. Од 2004. године су одређено време наступале у оквиру КУД „Бранко Цветановић”, а потом и самостално изводећи изворне српске песме – на концертима, фестивалима и у телевизијским емисијама у земљи и иностранству. Тренутно су део „Gobo Sisters Band”-а.
Мерима Његомир, тада уредница у Музичкој продукцији ПГП РТС-а, одабрала је сестре Гобовић на конкурсу за избор талентованих извођача, чиме су песме које су отпевале трајно сачуване у Архиву Радио Београда. Године 2018. основале су школу певања „Славујчићи” при Храму Светог Саве. Баве се и писањем својих песама, а многе од њих потписују и Милутин Поповић Захар, Саша Милошевић Маре и други аутори.
Током своје досадашње каријере сцену су делиле са великим музичким именима, али су одржале и немале самосталне концерте поводом значајних датума и свечаности, на којима је често гостовао хор њихове школе „Славујчићи”. Оне изводе песме и држе предавања о значају очувања матичне културне баштине и у дијаспори и региону, пре свега у Мађарској и Румунији, под покровитњљством ресорних институција. Лауреаткиње су многобројних награда и признања за очување српске изворне музике, допринос култури, уметничко стваралаштво и рад са најмлађима.
Живе у родном граду са супрузима и децом.
Године 2024. су увршћене у „Енциклопедију националне дијаспоре”, коју уређује Иван Калаузовић Иванус.

## Дискографија
| Година           | Назив                                         | Издавач          |
| ---------------- | --------------------------------------------- | ---------------- |
| Синглови         |                                               |                  |
| 2011             | Сећање на славуја (посвећено Тошету Проеском) |                  |
| 2011             | Љубав је горко вино                           |                  |
| 2011             | Бисер суза                                    |                  |
| 2014             | Девојачко вече                                | City Records     |
| 2021             | Србија                                        |                  |
| 2023             | 1389                                          | ПГП РТС          |
| 2023             | Хоћу да певам                                 | ПГП РТС          |
| Студијски албуми |                                               |                  |
| 2014             | Зора                                          | City Records     |
| 2015             | Пробуди се                                    | City Records     |
| 2018             | Деци на дар                                   |                  |
| 2023             | Лепота је у традицији                         | ПГП РТС          |
| 2023             | Свети Сава                                    | Храм Светог Саве |
| 2024             | Феникс                                        | ПГП РТС          |

## Избор наступа
- Концерт Усније Реџепове у Београду (2010) – као пратећи вокали
- Концерт Дејана Петровића на Сабору трубача у Гучи (2013) – као специјалне гошће
- Концерт „Лепота је у традицији” у Сава центру (2016)
- Ускршњи концерт у Цириху (2017)
- Концерт у Словенији (2017)
- Концерт у Храму Светог Саве са ђацима школе „Славујчићи” (2022)
- Концерт на Краљевом тргу на Златибору (2023)

## Избор награда и признања
- Признање „Дама године” (2017)[6]
- Награда „Београдски победник“ (2017)[7]
- Награда „Први оскар Србије“ (2019)
- Награда на манифестацији „Србија – више од лепоте” за најбољу родољубиву православну песму (Врњачка Бања, 2022)[8]
- Орден „Крст вожда Ђорђа Стратимировића” за допринос и истрајавање на вредностима светосавске духовности и очувању традиције (Манастир Ђурђеви ступови, 2023)[9]
- Награда „У духу Тесле” (енгл. Tesla Spirit Award) Теслине научне фондације за стваралаштво и допринос српској култури (Њујорк, 2024)
- Златна Медаља за заслуге Републике Србије (Београд, 2024)[1]